# Pat Brown
Edmund Gerald Brown, Sr. (21 de abril de 1905 - 16 de febrero de 1996) fue un político y abogado estadounidense que sirvió como el 32.º gobernador de California desde 1959 hasta 1967. Nacido en San Francisco, Brown tuvo un temprano interés en la política; obteniendo el título de abogado en 1927 y comenzando posteriormente la práctica jurídica. Como fiscal de distrito de San Francisco, fue elegido procurador general de California en 1950, antes de convertirse en gobernador del estado en el año 1959. Como gobernador, Brown se embarcó en proyectos masivos de construcción de infraestructura importante y redefinió la educación superior del sistema estatal. Aunque se postuló dos veces para presidente (en 1960 primero y luego en 1964, quedando respectivamente segundo y primero en las primarias) nunca fue un serio contendiente en las convenciones nacionales. Sufrió la pérdida de su candidatura para un tercer mandato en 1966 en detrimento del futuro presidente Ronald Reagan. Su hijo, Jerry Brown, fue el Gobernador 34.º y 39.º de California, y su hija, Kathleen Lynn de Brown, fue la 29.º Tesorera del Estado de California.

## Elecciones de 1958
En 1958, fue el candidato Demócrata a gobernador, se ejecuta una campaña de liberalismo responsable, con el apoyo de mano de obra, y forzando el cambio de nombre de votación de la Proposición 18 del "derecho al Trabajo" a Patrón y relaciones de los empleados", mientras que el oponente de Brown hacía campaña a favor de leyes tales-derecho al trabajo como la Proposición 18 proporcionado. En las elecciones generales, Brown derrotó al republicano senador estadounidense William F. Knowland con una cerca de mayoría de tres quintas partes, la Propuesta 18 y otra papeleta antiobrera medidas no se aprobaron, y los demócratas fueron elegidos para la mayoría en ambas cámaras de la legislatura, y para todas las oficinas de todo el estado, con excepción de la secretaria de Estado. 
Brown fue conocido por su personalidad efervescente, y su defensa de la construcción de una infraestructura para satisfacer las necesidades del estado de rápido crecimiento. Como periodista Adam Nagourney informa:
Con un júbilo que oficia el señor Brown, California conmemora el momento en que se convirtió en el estado más grande del país, en 1962, con una campana de iglesia-timbre, celebración de cuatro días. Él era el gobernador boom-boom por un tiempo boom-boom:. Defensa de carreteras, universidades y, lo más consecuente, una red de agua en expansión para alimentar la explosión de la agricultura y el desarrollo en las partes secas del centro y el sur de California

## Gobernador de California (1959 - 1967)

### Proyecto de Agua del Estado de California
Con su administración a partir de 1959, Brown puso en marcha una serie de acciones cuya magnitud fue nunca visto desde la gobernación de Hiram Johnson .  La expansión económica después de la Segunda Guerra Mundial trajo millones de recién llegados al estado que, junto con el estado del cíclica sequías, llevado al límite de los recursos hídricos de California, especialmente en el sur de California seco. Esto comenzó el Proyecto de Agua del Estado de California , cuyo objetivo era abordar el hecho de que la mitad de la población del estado vivían en una región que contiene un uno por ciento de la oferta natural del estado del agua. La mayor parte del agua existente en el estado era controlado por el regional cuerpos, y el gobierno federal. Estas zonas controladas por el gobierno federal se encontraban bajo la jurisdicción de la Oficina de Reclamación , que estaba considerando la implementación de un "principio de 160 acres", una política contenida dentro de la Ley de Newlands de Recuperación de 1902 , lo que limita el suministro de agua con subsidio federal a las parcelas iguales a la tamaño de una casa, que fue de 160 acres. Esto provocó una fuerte oposición de la industria agrícola, como tal, requeriría astillamiento significativa de las parcelas existentes. Para paliar esta amenaza para la economía agrícola, Brown y otros líderes estatales comenzaron el Proyecto de Agua del Estado, cuyo plan maestro incluye un vasto sistema de reservorios, acueductos y gasoductos impulsados por las estaciones de bombeo y plantas de energía eléctrica para el transporte del agua en todo el estado. Esto incluyó la captura del río Sacramento escorrentía, redirigiendo el agua del mar unido a través del Valle de San Joaquín, no sólo el riego de las regiones áridas del desierto, sino que también proporciona el sur de California, especialmente el condado de Los Ángeles, con el agua necesaria para mantener crecimientos en la población y industria. se proyectó todo el proyecto para tener sesenta años, con un costo $ 13 mil millones, casi $ 104 mil millones en 2015 dólares.
La oposición al Proyecto de Agua del Estado fue inmediata, especialmente con los usuarios del delta del río Sacramento preocuparse por la intrusión de agua salada que ya era una preocupación sin tener en cuenta la redirección del flujo de agua dulce hacia el exterior. Área de la Bahía y otros residentes del norte de California preocupados por el aumento de la extracción de agua del Sur podría exigir que la población creció. Si bien el apoyo del sur para el proyecto era clara, el Distrito Metropolitano de Agua del Sur de California preocupado de que el proyecto no garantizaba derechos permanentes sobre el agua del Norte. Esto llevó al legislador a modificar el plan, que prohíbe los derechos de agua del sur del estado de la rescisión, la limpieza de las reservas restantes de las autoridades del agua del sur del estado. El gobernador Brown era un firme partidario del plan, con energía oponerse críticos y la búsqueda de soluciones. Él presionó al Congreso para eximir de California en el artículo 160 acres, alabando el beneficio del empleo y el progreso a los residentes del norte y sur del estado, llamando a poner fin a la rivalidad norte-sur. Brown también redujo su emisión de bonos de introducción desde $ 11 mil millones a $ 1.75 mil millones, a partir de una campaña de televisión para atraer a los residentes el gobernador Brown ha insistido en la Ley de Burns-Porter que haya enviado la emisión de bonos a un referéndum; el voto 1960 vio el condado de Butte como el único condado del norte de California no votar en contra de la medida. Sin embargo, el crecimiento de la población al plomo del Sur de California para la adopción del plan.

### Las reformas políticas

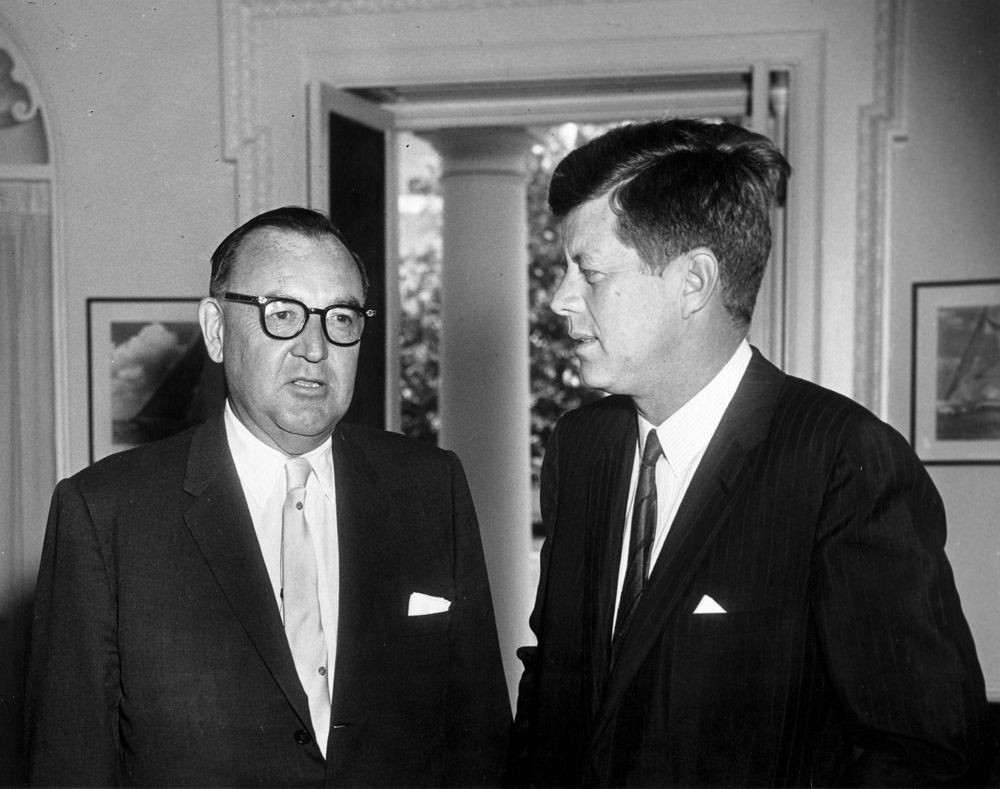
El gobernador Brown con el presidente Kennedy en la Casa Blanca en abril de 1961

El primer año de la administración de Brown vio la abolición del sistema de presentación cruzada que había permitido a los candidatos a presentar con varios partidos políticos, mientras que a la vez a las elecciones. La decisión de 1964 del Tribunal Supremo . Reynolds v Sims declaró "plan federal" inconstitucional de California, que se había asignado el prorrateo de los senadores del estado a través de los límites del condado, en contraposición a los distritos basados en la población. Ahora, mientras el Condado de San Francisco tenía un senador del estado, el condado de Los Ángeles recibió trece; este cambio masivo en la composición de la legislatura llevó Brown, junto con el presidente de la Asamblea Jesse M. Unruh, para cambiar la forma del gobierno de California operado. En 1962, la Comisión de Revisión Constitucional, que funcionó hasta 1974, se estableció, proponiendo cambios en 1879 la constitución del estado, la disminución de la longitud y complejidad en casi un cincuenta por ciento a través de proposiciones electorales recomendados por la Comisión, de los cuales setenta y cinco por ciento fueron aprobados por los votantes . Tales reformas como la supresión del límite de 120 días en sesiones legislativas, el aumento de los salarios de los legisladores, y la reducción de la percentange de firmas necesarias para colocar las proposiciones en la boleta. El gobernador Brown insistió en las reformas de Unruh que abolió varias agencias gubernamentales, y consolidadas otros

### Educación
Como parte de la respuesta del Estado al lanzamiento de Sputnik 1 por la Unión Soviética , Brown firmó el Plan Maestro de California para la Educación Superior en 1960. Este nuevo sistema se definen las funciones de la Universidad de California , la Universidad Estatal de California , y California Community College sistemas, cada uno con diferentes objetivos, los objetivos, las ofertas, y la composición de los estudiantes. Se presentó un modelo para otros estados para desarrollar sus propios sistemas similares. El gobernador Brown buscó educación superior gratuita para los estudiantes de California, que proporciona el Plan Maestro. Su sucesor, Ronald Reagan, sería cambiar esta política, insistiendo en la matrícula de los estudiantes. 

### Elecciones de 1962
El primer mandato del gobernador Brown tuvo mucho éxito, pero los fallos en temas importantes para él, tenían un costo. La agricultura y los intereses especiales derrotados sus mejores esfuerzos para aprobar un $ 1.25 por hora salario mínimo, y la oposición de Brown a la pena de muerte fue anulada por el bienestar de la práctica con el apoyo de todo el estado. Mientras que un partidario del senador John F. Kennedy en la elección presidencial de 1960, la delegación de California de Brown a la Convención Nacional Democrática no cumplió con su apoyo a Kennedy, que casi le cuesta Kennedy su nominación. El oponente de Brown en 1962 fue el ex vicepresidente, Richard Nixon . Tener por poco perdió la presidencia de John F. Kennedy en 1960, Nixon no estaba interesado en el cargo de gobernador de su estado natal tanto como que sea un camino a la Casa Blanca. No está familiarizado con la política y los problemas de California, Nixon recurrió a acusar Brown, de suavidad contra el comunismo, que no era una plataforma de éxito. En la edición de noviembre de 1962 de la elección, Brown fue reelegido gobernador, con un margen de cuatro puntos de la victoria, donde Nixon mantuvo famoso su última rueda de prensa , a pesar de que podría llegar a convertirse en presidente en 1969.

#### Los disturbios de Watts
El 11 de agosto de 1965, estallaron los disturbios de Watts en el barrio de Watts, en Los Ángeles, durando unos 6 días. En la tarde de ese mismo día, Marquette Frye fue detenido como sospechoso de conducir bajo los efectos del alcohol: se lo sometió a un control de alcoholemia después del cual fue detenido, mientras que el agente de policía pedía la confiscación de su vehículo. Cuando su madre Rena Price llegó a la escena, se inició una pelea que congregó a una gran multitud. Las tensiones fueron en aumento hasta que se desataron los disturbios. Para el 13 de agosto, el tercer día de disturbios, el gobernador Brown ordenó el envío de 2.300 miembros de la Guardia Nacional a Watts, número que aumentó a 3.900 a finales de la noche. Ya para el final del conflicto, se habían causado $40 millones de dólares en daños, y destruido 1.000 edificios. Este incidente desató protestas masivas y nuevos disturbios en todo el estado que, junto con la evolución de la guerra de Vietnam, iniciaron el declive de la popularidad de Brown.

#### Pena capital

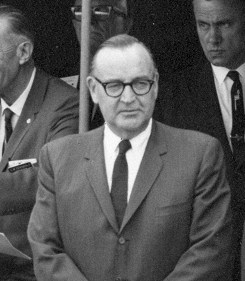
El gobernador Brown en 1964

Durante sus dos períodos en el cargo, Brown conmutó 23 penas de muerte, la firma del primer conmutación en su segundo día en el cargo. Uno de sus más notables conmutaciones fue la sentencia de muerte de Erwin "Ametralladora" Walker, cuya ejecución en el cámara de gas por asesinato en primer grado había sido pospuesta debido a un intento de suicidio algunas horas antes de que estaba programado para llevarse a cabo. Después de Walker recuperó, su ejecución se pospuso mientras estaba siendo restaurado a la capacidad mental. Después de Walker fue declarado cuerdo en 1961, Brown conmutó la sentencia de muerte de Walker a la vida sin posibilidad de libertad condicional. Walker fue posteriormente puesto en libertad condicional después de que el Tribunal Supremo de California sostuvo que el gobernador Brown no podía negar legalmente preso el derecho a la libertad condicional en una conmutación de pena de muerte. Otro preso cuya sentencia de muerte fue conmutada por Brown cometió al menos un asesinato después de haber sido puesto en libertad condicional.
Mientras que el gobernador, la actitud de Brown hacia la pena de muerte era a menudo ambivalente, si no es arbitraria. Un ardiente partidario del control de armas, que estaba más inclinado a dejar que los presos pasan a la cámara de gas si hubieran matado con armas de fuego que con otras armas. Más tarde admitió que había denegado el indulto en un caso de pena de muerte, principalmente debido a que el legislador que representó al distrito en el que se produjo el asesinato llevó a cabo un voto decisivo en la legislación de los trabajadores agrícolas con el apoyo de Brown, y le había dicho a Brown de que su distrito "iría en humo" si el gobernador conmutó la pena del hombre.
Por el contrario, el gobernador Brown dejó 36 ejecuciones, incluyendo los casos altamente controvertidos de Caryl Chessman en 1960 y Elizabeth Duncan ; ella era la última mujer ejecutada antes de una moratoria nacional fue instituido. A pesar de que había apoyado la pena de muerte mientras se desempeñaba como fiscal de distrito, como fiscal general, y cuando fue elegido primer gobernador, que más tarde se convirtió en un oponente de ella.
Durante el caso la pieza de ajedrez, Brown propuso que se abolió la pena de muerte, pero la propuesta fracasó. Su republicano sucesor, Ronald Reagan, fue una pena de muerte partidario firme y supervisó la última ejecución en California en 1967, antes de la Suprema de los EE.UU. fallo de la Corte de que era inconstitucional en Furman v. Georgia ( 1972 ).

### Campaña para Tercer mandato
La decisión de Brown de buscar un tercer mandato como gobernador violando una promesa anterior de no hacerlo se lesionó la popularidad. Su popularidad flacidez se evidenció por una dura batalla en las primarias demócratas, normalmente no es una preocupación para un titular. Los Ángeles Alcalde Sam Yorty recibió casi el cuarenta por ciento de los votos primaria mientras que Brown sólo recibió cincuenta y dos años, un número muy bajo para un titular en una elección primaria. 
Los republicanos sacaron provecho de la creciente impopularidad de Brown al nominar a un conocido y carismático político independiente, actor y líder sindical Ronald Reagan. Con Richard Nixon y William Knowland trabajando sin descanso entre bastidores y Reagan anunciando su mensaje de campaña de la ley y el orden, Reagan recibió casi dos terceras partes de la votación primaria sobre George Christopher , el moderado ex alcalde republicano de San Francisco; su impulso hacia las elecciones generales del gran impulso. Al principio, Brown realizó una campaña de bajo perfil indicando que la ejecución del estado era su mayor prioridad, pero más tarde comenzó a hacer campaña en el registro de sus ocho años como gobernador. Como ejemplo de Reagan en las urnas aumentó, Brown comenzó a entrar en pánico e hizo una metida de pata cuando le dijo a un grupo de niños en edad escolar que un actor, John Wilkes Booth, había matado a Abraham Lincoln, en alusión a Reagan de ser actor. La comparación de Reagan a la cabina no cayó bien, el fomento de la disminución de la campaña de Brown.
El día de las elecciones, Reagan fue por delante en las encuestas y el favorito para ganar una elección relativamente cerca. Brown perdió las elecciones de 1966 a Ronald Reagan en su segunda carrera consecutiva contra un futuro republicano presidente . Reagan ganó en un derrumbamiento; sus casi 1 millón de voto de pluralidad sorprendió incluso a sus más fieles partidarios. La victoria de Reagan era un trastorno dramático para un titular, cuya mayoría de cincuenta y ocho por ciento de casi igualado la de propia victoria de Brown en 1958, y Reagan obtuvo algunos 990,000 nuevos votos de los electores más grande.

## Vida personal
Durante su vida Brown se casó con Bernice Layne Marron. El matrimonio tuvo 4 hijos: Barbara Layne Brown, nacida el 13 de julio de 1931; Cynthia Arden Brown, nacida el 19 de octubre de 1933; Jerry Brown, nacido el 7 de abril de 1938; y Kathleen Lynn de Brown, nacida el 25 de septiembre de 1945. Dos de ellos siguieron sus pasos en la política, Jerry como gobernador y Kathleen como tesorera.

## Presidencial y Candidato a Vicepresidente
A diferencia de su hijo Jerry, el propio Pat Nunca fue un candidato serio a Presidente de los Estados Unidos, pero era con frecuencia de California "hijo predilecto". Durante los 1952 primarias demócratas, Brown colocó en segundo lugar distante a Estes Kefauver en el total de votos (65,04% al 9,97%),  la pérdida de California para Kefauver. Durante el primer mandato del gobernador Brown, el censo nacional confirmó que California se convertiría en el estado más poblado del país. Esto, junto con la popularidad política de Brown, contribuiría a dos victorias presidenciales nacionales, cuando se comprometió sus votos a los candidatos nacionales, John F. Kennedy en 1960, y Lyndon B. Johnson en 1964, a las convenciones demócratas. Como gobernador, Brown volvió a ser el hijo favorito de California en 1960, ganando su estado natal con un amplio margen a su único oponente George H. McLain. Correr sólo en las primarias de California, tamaño de la población pura del estado lo colocó en segundo lugar, detrás de la eventual candidato, John F. Kennedy. Por lo tanto repetir sus 1952 graduaciones estatales y nacionales. Sin embargo, sólo uno de los delegados votó para Brown en la Convención Nacional Demócrata 1960. 
Durante los 1964 primarios, mediante la ejecución de nuevo sólo en California, el mayor voto electorado del estado de la nación, Brown colocó primero este tiempo, tanto en el California y el total primaria nacional demócrata,  superando a la eventual nominado. Sin embargo, a largo con más de una docena de otros candidatos, aparte de George Wallace, Brown era un caballo de acecho para incumbe Lyndon B. Johnson, cuyo nombramiento fue asegurado. 
Brown también brevemente buscó la nominación del candidato a la vicepresidencia de Adlai Stevenson en la Convención Nacional Demócrata 1956, ganando un voto.

## Muerte
El 16 de febrero de 1996, Brown falleció de un ataque al corazón y fue enterrado en el Holy Cross Cemetery (Colma, California).